# Jean Reverchon
Jean Reverchon (* 3. Januar 1964 in Saint-Maur-des-Fossés) ist ein französischer Karambolagespieler in den Disziplinen Billard Artistique (Kunststoß) und Dreiband und dreifacher Weltmeister.

## Karriere
Jean trat im Billardspiel schon früh in die Fußstapfen seines Vaters. Regelmäßig spielte er an der l'Académie de Billard in Wagram und sah dort begeistert den besten Spielern der verschiedenen Ligen zu. Besonders faszinierte ihn das Spiel im Kunststoß.
Nach drei Jahren in der Freien Partie wechselte er zum Dreiband und errang im Team seinen ersten französischen Meistertitel.
Ab 1984 wechselte Reverchon zum Kunststoß und sammelte dort erste Erfahrungen. Schon bald wurde er zum Spezialisten in dieser Spielvariante des Dreiband und zum erfolgreichsten französischen Spieler. Seit 1993 spielt er als Profi in beiden Lagern und sammelte auf nationaler Ebene nicht weniger als 51 Titel. Seine größten Erfolge sind drei Welt- und ein Europameistertitel.

## Erfolge

### Titel
- Billard Artistique-Weltmeisterschaft:  1990, 1992, 1996 •  1987, 1994 •  1993
- Billard Artistique-Europameisterschaft:  1991 •  1997 •  1989, 2000, 2003, 2015, 2017
- Französische Masters:  Kunststoß: 2003, 2004, 2006, 2007, 2008, 2011 •  Kunststoß: 2002; Dreiband: 2002, 2006, 2008 •  Kunststoß: 2005, 2009, 2012; Dreiband: 2012
- Französische Meisterschaft:  Kunststoß: 2001, 2× 2002, 2003, 3× 2005, 2006, 2× 2008, 2× 2011; Dreiband: 2004, 2011 •  Kunststoß: 2002, 2004, 2005, 2× 2008, 2009, 2× 2011, 2012; Dreiband: 2002, 2004, 2× 2006, 2011 •  Kunststoß: 2002, 2× 2004, 2005, 2007; Dreiband: 2× 2006, 2008, 2011
- CEB Grand Prix (Kunststoß):  2012

### Rekorde (Kunststoß)
- Best Performance bei einer WM: 74,40 %, 374 Punkte (klassisches System), 1992, Epernay
- Best Performance bei einer EM: 77,77 %, 1994 (Satzsystem über 5 Partien), Aartselaar
- Worlds Best Performance of all Time: 422 Punkte (68 Figuren), 1992, Dammarie de Lys
- Best Performance (Grand Prix): 82,16 % (889 Punkte)
- Best Performance (Französische Meisterschaft): 78,2 %, 2007, Schiltigheim